# Blaues Auge (Bad Schmiedeberg)
Das Blaue Auge ist ein See innerhalb des Stadtgebiets von Bad Schmiedeberg im Landkreis Wittenberg in Sachsen-Anhalt.
Das etwa zwei Hektar große Gewässer liegt nördlich der Kreisstraße 2027 in einem Waldgebiet zwischen Bad Schmiedeberg und dem Ortsteil Reinharz. Die Ausdehnung beträgt 220 mal 130 Meter, der Wasserspiegel liegt etwa 95 m ü. NHN. 
Das Blaue Auge ist eine offengelassene, mit Grundwasser gefüllte Grube, in der einst Kies, Sand und Ton abgebaut wurden. Er wird heute im Sinne des Naturschutzes und der Landschaftspflege als positiv zu bewertendes Biotop angesehen und als Badesee genutzt.
Im April 2018 war der See ein Drehort des Films  100 Dinge.